# Jutta Abromeit
Jutta Abromeit (nacida Jutta Raeck, 17 de septiembre de 1959) es una deportista de la RDA que compitió en remo. Ganó dos medallas en el Campeonato Mundial de Remo, plata en 1979 y oro en 1985.

## Palmarés internacional
| Campeonato Mundial | Campeonato Mundial | Campeonato Mundial | Campeonato Mundial |
| Año                | Lugar              | Medalla            | Prueba             |
| ------------------ | ------------------ | ------------------ | ------------------ |
| 1979               | Bled (Yugoslavia)  | Medalla de plata   | Ocho con timonel   |
| 1985               | Malinas (Bélgica)  | Medalla de oro     | Cuatro con timonel |